# Romolo Bugaro
Romolo Bugaro (Padova, 1961) è uno scrittore italiano.

## Biografia
Esordisce nel 1987 sull'antologia di racconti Belli & perversi, curata da Pier Vittorio Tondelli per il progetto "Under 25", con Studiando i codici e Select. Avvocato, dopo gli studi in Giurisprudenza e Scienze Politiche pubblica nel 1993 una raccolta di racconti, Indianapolis. Nel 1998 esce il suo primo romanzo, La buona e brava gente della nazione, finalista del Premio Campiello nello stesso anno. Nel 2000 passa con la casa editrice Rizzoli e pubblica i romanzi Il venditore di libri usati di fantascienza (2000), Dalla parte del fuoco (2003), che ottiene il Premio Bergamo e Il labirinto delle passioni perdute (2006). Con quest'ultima opera viene selezionato per la seconda volta tra i finalisti del premio Campiello, nel 2007.'

## Opere
- Indianapolis (Transeuropa Edizioni, 1993)
- La buona e brava gente della nazione (Baldini Castoldi Dalai Editore, 1998)
- Il venditore di libri usati di fantascienza (Rizzoli, 2000)
- Dalla parte del fuoco (Rizzoli, 2003)
- Il labirinto delle passioni perdute (Rizzoli, 2006)
- Ragazze del nordest (con Marco Franzoso; Marsilio Editori, 2010)
- Bea vita! Crudo Nordest  (Laterza, 2010)
- Effetto Domino (Einaudi, 2015)
- I ragazzi di sessant'anni (Einaudi, 2023)